# مجموعة الموت

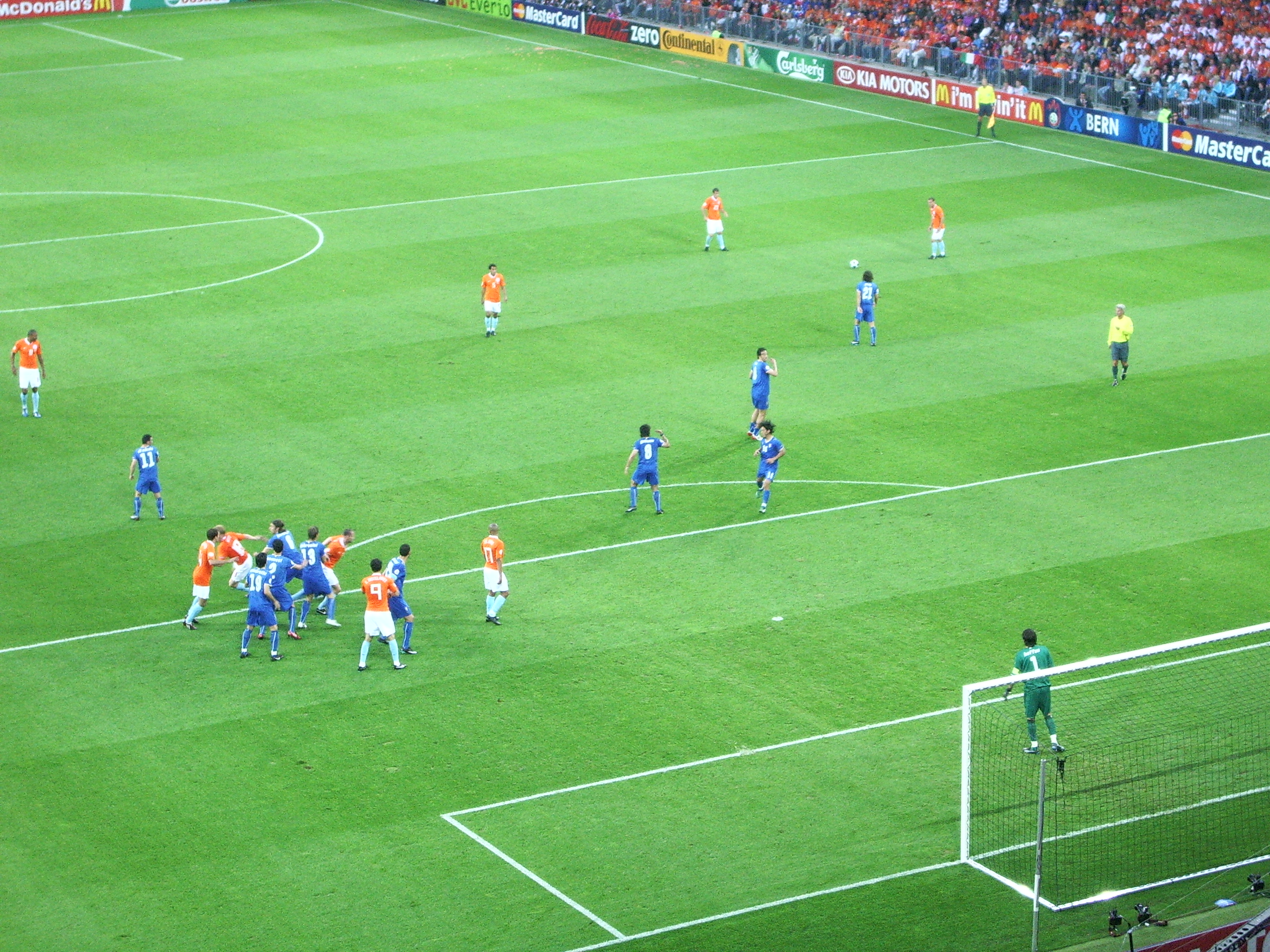

مجموعة الموت هي مصطلح تطلق على المجموعة التي تضم جميع الفرق المنافسة، وتسمى بذلك لأنها تمتلك نفس القدرات على سبيل المثال المجموعة السابعة من بطولة كأس العالم لكرة القدم 2010 التي ضمت البرازيل، البرتغال، كوريا الشمالية وساحل العاج. أو حتى المجموعة الثانية من نهائيات يورو 2012 والتي تضم هولندا، الدنمارك، ألمانيا والبرتغال وقد بلغت جميع هذه الفرق نهائي البطولة من قبل.

## وصلات خارجية
- Ollie (4 ديسمبر 2009). "The top seven World Cup Groups of Death". Who ate all the Pies. مؤرشف من الأصل في 2019-12-13.
- Adams، Tom (4 ديسمبر 2009). "Five of the best Groups of Death". soccernet. ESPN. مؤرشف من الأصل في 2012-10-20. اطلع عليه بتاريخ 2009-12-04.
- Lléo (3 مارس 2003). "Groups of death". The Best of Rec.Sport.Soccer. مؤسسة إحصاءات وثيقة لرياضة كرة القدم. مؤرشف من الأصل في 2016-03-04. اطلع عليه بتاريخ 2009-12-08. {{استشهاد ويب}}: الوسيط author-name-list parameters تكرر أكثر من مرة (مساعدة)

(( كأس العالم لكرة القدم ))